# Гурма (провинция)
Гурма (фр. Gourma) — одна из 45 провинций Буркина-Фасо. Находится в Восточном регионе, столица провинции — Фада-Нгурма. Площадь Гурма — 11 117 км².
Население по состоянию на 2006 год — 304 169 человек.

## Административное деление
Гурма подразделяется на 6 департаментов.